# Eupterote discrepans
Eupterote discrepans är en fjärilsart som beskrevs av Moore 1884. Eupterote discrepans ingår i släktet Eupterote och familjen Eupterotidae. Inga underarter finns listade i Catalogue of Life.